# Beto (cantor)
Albertino João Santos Pereira, mais conhecido como Beto, (Peniche, 28 de dezembro de 1967 – Caldas da Rainha, 23 de maio de 2010) foi um cantor romântico português.

## Biografia
Aos cinco anos, começou a cantar e tocar nas festas da sua terra, sob influência de familiares e amigos da família. Aos 17 anos, foi para Torres Vedras e passou por vários grupos de música portuguesa ao longo da sua carreira.
Em 1992, fundou os Tanimara, uma banda de covers, que atuavam a maioria das vezes no bar Xafarix, em Lisboa.
Em 1998, é convidado pelo Maestro José Marinho para representar Portugal no Festival da OTI, na Costa Rica, com o tema "Quem Espera (Desespera)", ficando em 3º lugar. A partir daqui vários colegas de profissão reconheceram-lhe o talento e convidaram-no para participar nos seus álbuns, como no caso de Rita Guerra e Paulo de Carvalho, e ainda em centenas de concertos, como no caso de Luís Represas e Paulo Gonzo, por todo o país e em salas como os Coliseus e o Centro Cultural de Belém.
Destaca-se "Brincando com o Fogo", com Rita Guerra, até hoje é um tema de grande popularidade entre o público. Em 2000, é convidado a gravar um disco a duo com Rita Guerra. O álbum "Desencontros" deu origem a uma turné com dezenas de espectáculos em todo o país. 
Entre 2000 e 2003, grava oito temas para bandas sonoras de telenovelas. No dia 14 de Julho de 2003, lança o seu álbum de estreia a solo, "Olhar em frente", com temas como "Memórias Esquecidas" (tema da novela "Coração Malandro"), «Dois Corações Unidos» (da novela «Nunca Digas Adeus») e «Tudo Por Amor» (da novela «Tudo Por Amor»). O disco vendeu, em quatro meses, mais de 13000 cópias, sendo certificado Disco de Prata pela Associação Fonográfica Portuguesa. Passado pouco mais de um ano deste álbum estar à venda, entrou para os lugares cimeiros do top de vendas nacional, aí permanecendo por mais de 57 semanas consecutivas e atingindo o disco de Platina (dupla platina segundo as novas regras da AFP) e sendo o disco português mais vendido no ano de 2004 (cerca de 50 mil exemplares).
Beto participou, em 2003, no Festival Eurovisão da Canção como um membro do coro de Rita Guerra e em 2006 novamente no Festival da RTP da Canção, ficando em 5º lugar com a música "O amor é uma fonte", escrita por José Jorge Letria e musicada por José Marinho. Beto e Rita Guerra seriam também convidados a tocar como convidados na 4ª eliminatória do Festival RTP da Canção de 2001, no Funchal, com esta edição sendo considerada uma autêntica homenagem à música portuguesa, devido a forma que foi realizada e os vários convidados. 
Faz, entretanto, algumas participações em álbuns de outros artistas como Gonçalo Pereira e Ménito Ramos.
A 2 de Maio de 2005, lança o álbum "Influências", que em apenas seis meses é Disco de Platina, com quase 30000 cópias vendidas. Para marcar o início da sua turné, apresentou-se ao vivo no Coliseu dos Recreios em Lisboa. Ainda em Outubro desse ano, a convite de Maria João Abreu e José Raposo, estreia-se no teatro: 'A Revista é Liiinda', espectáculo que o empresário Hélder Freire Costa apresenta no Teatro Maria Vitória, onde interpreta "Estrela Da Manhã" e "Podia Ter Sido Amor" em dueto com Paula Sá.
Muda de editora e edita "Porto de Abrigo", um disco com uma sonoridade mais acústica e pura, tentando consolidar os laços já criados com o seu público.
No dia 4 de Maio de 2010, realizou a sua última actuação no Evento Solidariedade - DESMISTIFICA SIMPLIFICA. Este evento foi organizado entre os alunos do Núcleo de Curso de Gestão de Lazer e Turismo de Negócios da Escola Superior de Turismo e Tecnologia do Mar do Politécnico de Leiria e a CERPIC PENICHE.
Faleceu na manhã do dia 23 de Maio de 2010, no Hotel Central, nas Caldas da Rainha, vítima de acidente vascular cerebral. Tinha 42 anos de idade. Várias ações de homenagem foram realizadas ao longo do tempo por fãs, amigos, familiares e outros artistas após a sua morte ao longo dos anos. O seu funeral, realizado em Peniche, juntou mais de 3500 pessoas, além de várias figuras nacionais, como a Ágata, Rita Guerra, Ana Malhoa, José Malhoa, Rui Bandeira e vários outros.
Beto era sócio do Rádio-Bar, nas Caldas da Rainha, onde várias vezes atuava com amigos e era padrinho da Marcha do Alto do Pina desde 2004.

## Discografia
- 2000 - Desencontros (em dueto com Rita Guerra)
- 2003 - Olhar em Frente
- 2005 - Influências
- 2006 - Porto de Abrigo
- 2008 - Por Minha Conta e Risco
- 2009 - O Melhor de Beto
- 2012 - Memórias Esquecidas
- 2015 - Memórias
- 2017- Olhei para o céu

Compilações
- 199* - Brincando Com O Fogo
- 1994 - Al You Need Is Love - "Love is" (com Rita Guerra)/ I'm Not In Love
- 1996 - In Love - Love is" (com Rita Guerra)
- 2004 - Queridas Feras (BSO) - "Brincando Com O Fogo"